# マニャカヴァッロ
マニャカヴァッロ（伊: Magnacavallo）は、イタリア共和国ロンバルディア州マントヴァ県にある、人口約1,400人の基礎自治体（コムーネ）。

## 地理

### 位置・広がり

#### 隣接コムーネ
隣接するコムーネは以下の通り。
- ボルゴカルボナーラ (ボルゴフランコ・スル・ポー, カルボナーラ・ディ・ポー)
- ボルゴ・マントヴァーノ
- ポッジョ・ルスコ
- セルミデ・エ・フェローニカ

### 気候分類・地震分類
気候分類では、zona E, 2355 GGに分類される。
また、イタリアの地震リスク階級 (it) では、zona 3 (sismicità bassa) に分類される。